# Velleguindry-et-Levrecey
Velleguindry-et-Levrecey település Franciaországban, Haute-Saône megyében. Lakosainak száma 156 fő (2022. január 1.). Velleguindry-et-Levrecey Andelarrot, Le Magnoray, Baignes, Échenoz-le-Sec, Mailley-et-Chazelot, Vellefaux és Velle-le-Châtel községekkel határos.

## Népesség
A település népessége az elmúlt években az alábbi módon változott:
| Lakosok száma | 162  | 162  | 160  | 156  | 153  | 153  | 151  | 151  | 156  |
|               | 2013 | 2015 | 2016 | 2017 | 2018 | 2019 | 2020 | 2021 | 2022 |